# Okkerszínű tinóru
Az okkerszínű tinóru vagy okkervargánya (Hemileccinum impolitum) a tinórufélék családjához tartozó, Európában honos lomberdőkben élő gombafaj.

## Megjelenése
Kalapja 8–15 cm átmérőjű, fiatalon gömbölyded, majd kiterül, sárgás, barnásokker, felülete sokáig szürkésen hamvas, majd lecsupaszodik.
Csöves része tönk előtt felkanyarodik, pórusai szűkek, fiatalon citrom-krómsárga, idővel olajzöldessé válik, nyomásra nem kékül.
Tönkje 5–15 cm hosszú, 2–6 cm vastag, kezdetben hasas, bunkó alakú, később hengeressé válik, töve legömbölyített, fakó, krómsárga színű, a tövénél barnás, felülete finoman szemcsés.
Húsa fiatalon kemény, később puha, fehéres, krémsárga, a tönk kérge alatt élénksárga, vágásra nem színeződik el. Kellemes szagú, de gyakran a tönkben jellegzetesen karbolszagú, édeskés ízű.

## Előfordulása
Európában honos. Magyarországon viszonylag gyakori. 
Júniustól szeptemberig, lomberdőben, főleg tölgyesekben növő gomba.

## Felhasználhatósága
Ehető gomba, de a tönkjét ajánlatos levágni.

## Összetéveszthetősége
Hasonló a jellegzetesen dudoros kalapú, gyökérszerűen elvékonyodó tönkű, gyertyán alatt növő, szintén ehető ragyás tinóru (B.depilatus). Összetéveszthető a kékülő húsú, kesernyés ízű, hálózatos tönkű, nem ehető kesernyés tinóruval.

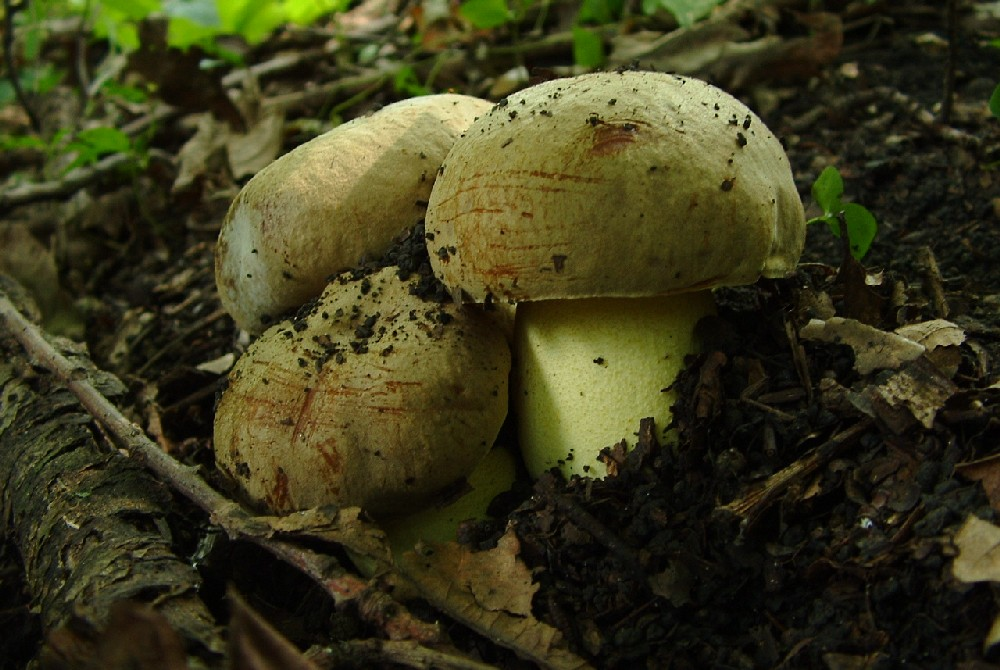
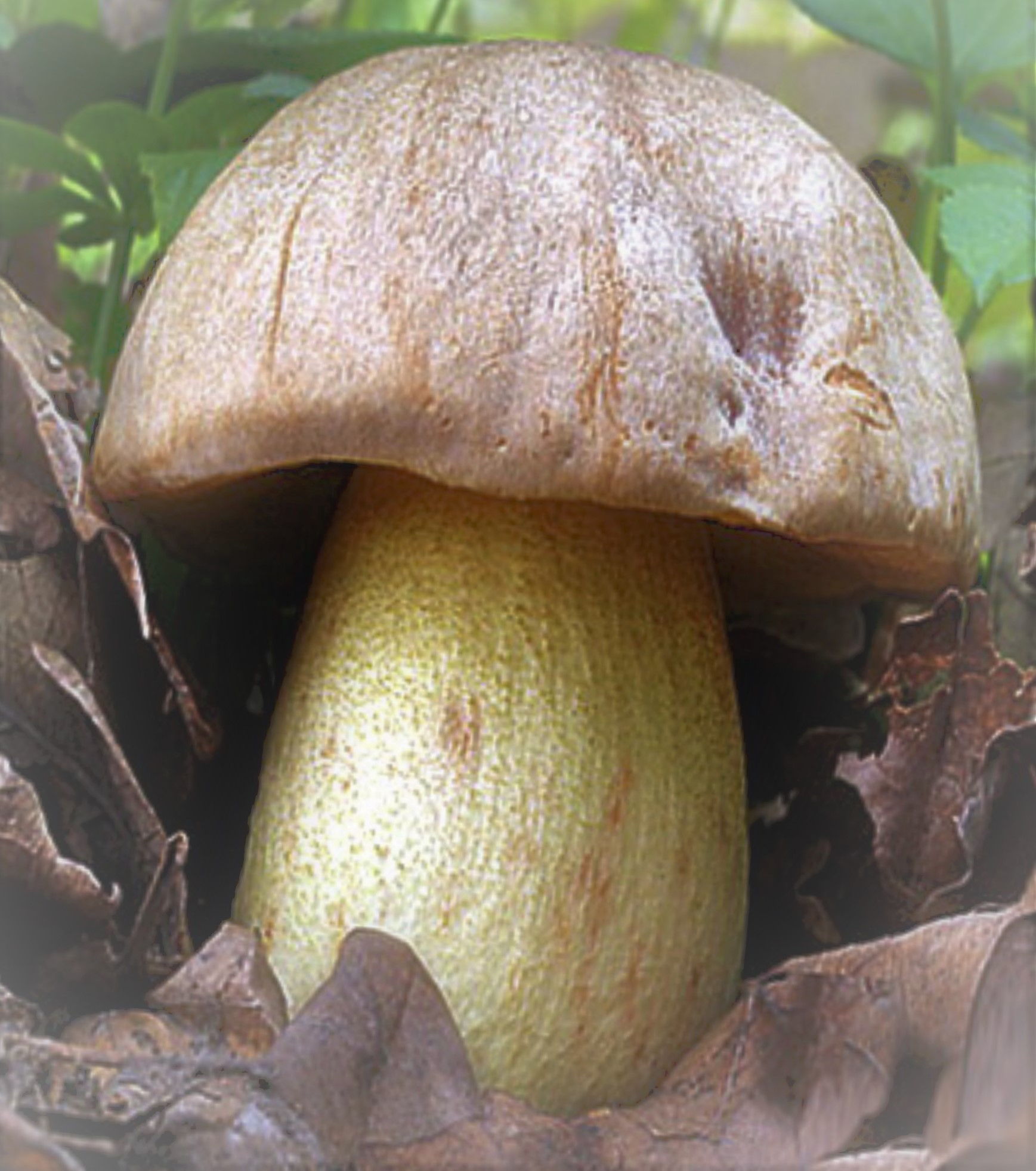
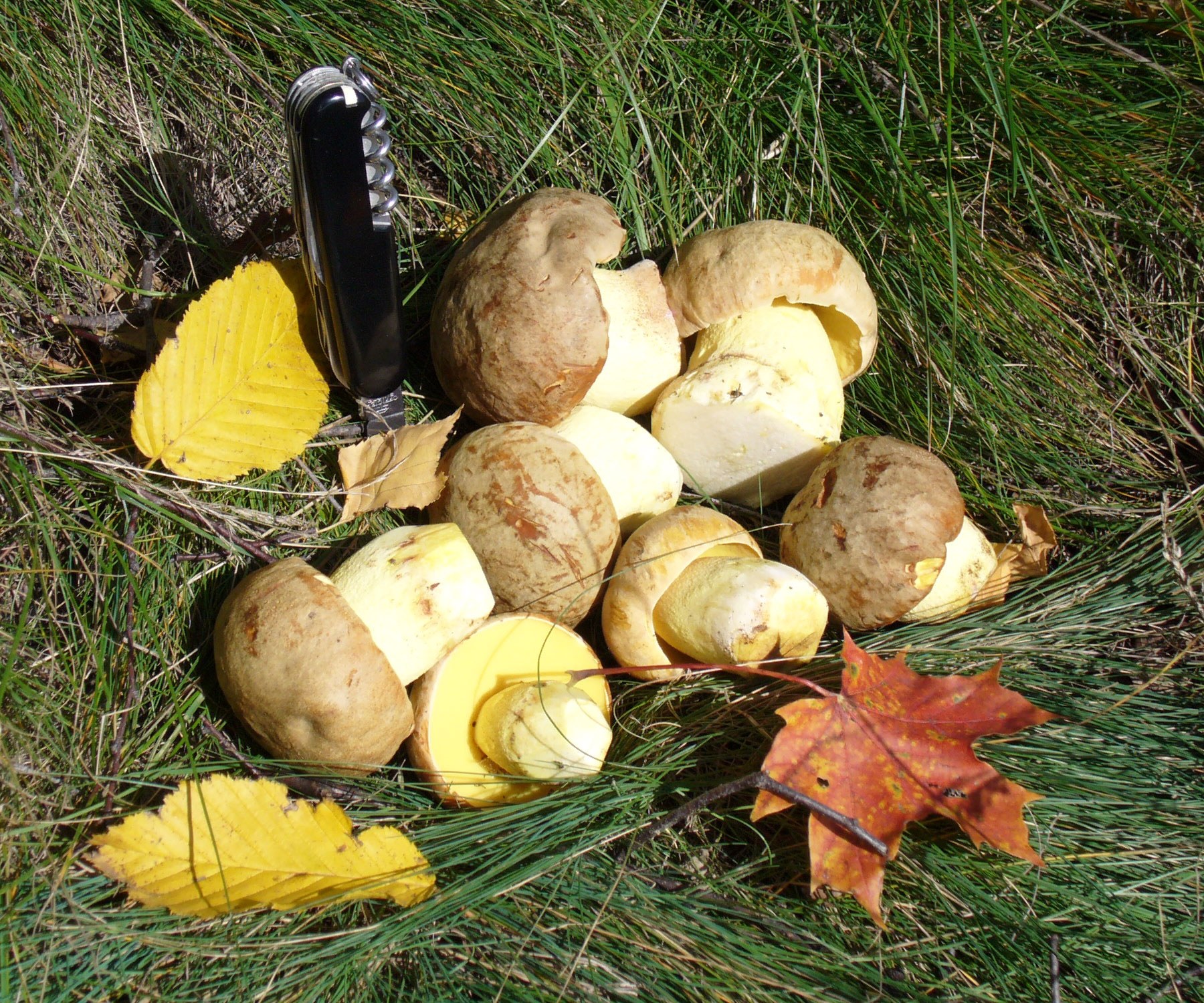
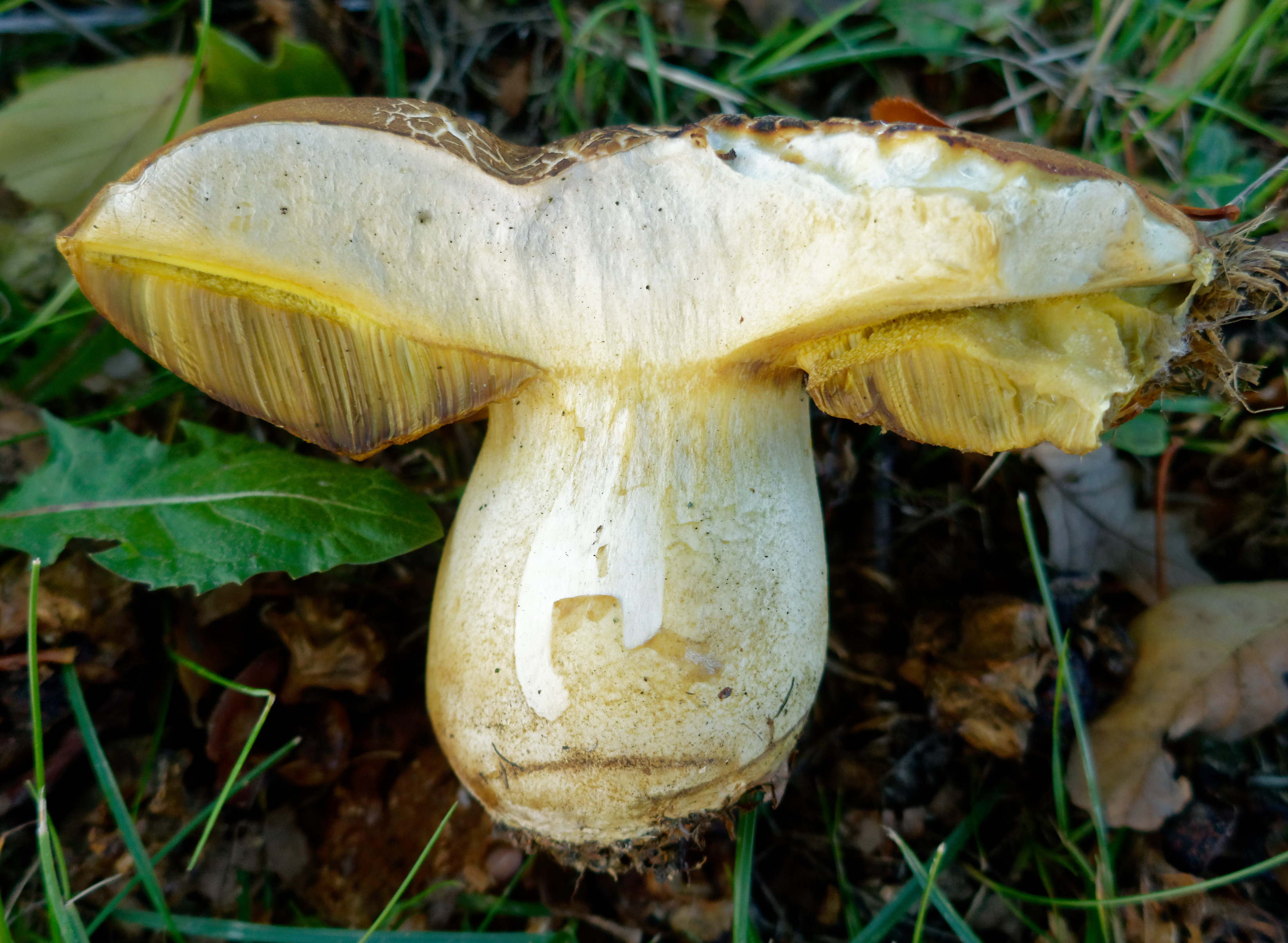
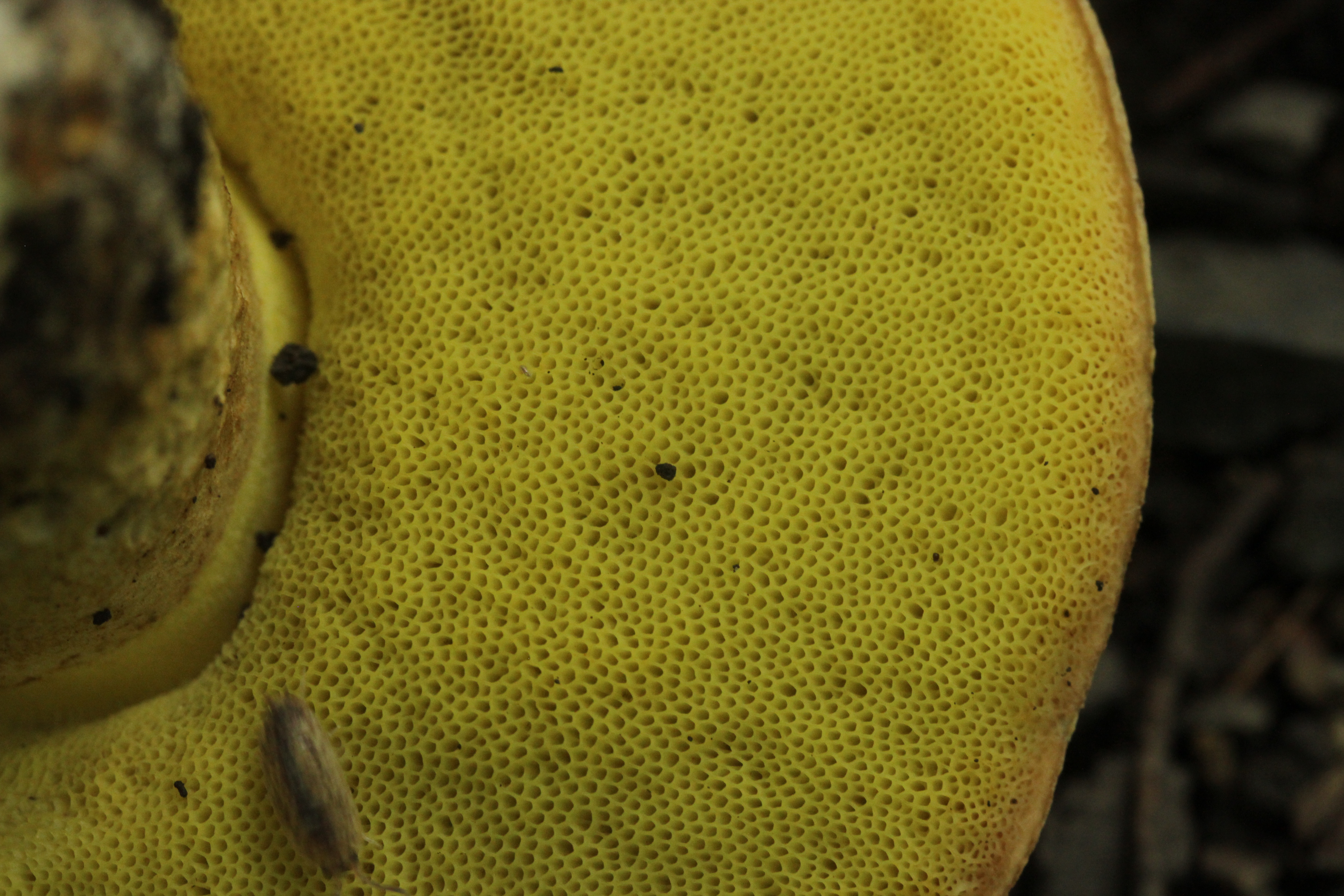